# Adolf Hurwitz
Adolf Hurwitz, nemški matematik, * 26. marec 1859, Hildesheim, Hannover, Nemčija, † 18. november 1919, Zürich, Švica.